# Municipio de Arlington (Míchigan)
El municipio de Arlington (en inglés: Arlington Township) es un municipio ubicado en el condado de Van Buren en el estado estadounidense de Míchigan. En el año 2010 tenía una población de 2073 habitantes y una densidad poblacional de 22,94 personas por km².

## Geografía
El municipio de Arlington se encuentra ubicado en las coordenadas 42°17′29″N 86°2′41″O / 42.29139, -86.04472. Según la Oficina del Censo de los Estados Unidos, el municipio tiene una superficie total de 90.38 km², de la cual 89.03 km² corresponden a tierra firme y (1.5%) 1.35 km² es agua.

## Demografía
Según el censo de 2010, había 2073 personas residiendo en el municipio de Arlington. La densidad de población era de 22,94 hab./km². De los 2073 habitantes, el municipio de Arlington estaba compuesto por el 87.46% blancos, el 2.56% eran afroamericanos, el 1.06% eran amerindios, el 0.43% eran asiáticos, el 0.14% eran isleños del Pacífico, el 6.17% eran de otras razas y el 2.17% pertenecían a dos o más razas. Del total de la población el 12.16% eran hispanos o latinos de cualquier raza.